# Immeuble György Károlyi
L'immeuble György Károlyi (en hongrois : Károlyi György-féle bérház) est un édifice situé dans le 9e arrondissement de Budapest.